# Shelter (album)
Albums de Alcest
Les Voyages de l'âme
(2012) Kodama
(2016)
Shelter est le quatrième album studio du groupe français Alcest, publié le 17 janvier 2014 par le label Prophecy Productions. Le nom de l'album, signifiant abri en français, est lié au concept global d'abri de l'album.
Faisant partie des instigateurs du blackgaze, Alcest abandonne pourtant ici toute influence black metal, au profit d'autres genres en étant à son origine, comme le shoegazing, la dream pop et le post-rock, livrant son album le plus doux et calme.
Neil Halstead, co-leader du groupe Slowdive, un des pionniers et groupes importants du shoegazing, apparaît sur Away.

## Liste des titres
Toutes les chansons sont écrites et composées par Neige.
| 1.    | Wings                     | 1:32  |
| 2.    | Opale                     | 4:56  |
| 3.    | La nuit marche avec moi   | 4:58  |
| 4.    | Voix sereines             | 6:44  |
| 5.    | L'Éveil des muses         | 6:49  |
| 6.    | Shelter                   | 5:29  |
| 7.    | Away (avec Neil Halstead) | 5:02  |
| 8.    | Délivrance                | 10:06 |
| 45:36 |                           |       |

| Bonus Track du CD2 (édition limitée) | Bonus Track du CD2 (édition limitée) | Bonus Track du CD2 (édition limitée) | Bonus Track du CD2 (édition limitée) | Bonus Track du CD2 (édition limitée) | Bonus Track du CD2 (édition limitée) | Bonus Track du CD2 (édition limitée) | Bonus Track du CD2 (édition limitée) | Bonus Track du CD2 (édition limitée) | Bonus Track du CD2 (édition limitée) |
| No                                   | Titre                                | Durée                                |                                      |                                      |                                      |                                      |                                      |                                      |                                      |
| ------------------------------------ | ------------------------------------ | ------------------------------------ | ------------------------------------ | ------------------------------------ | ------------------------------------ | ------------------------------------ | ------------------------------------ | ------------------------------------ | ------------------------------------ |
| 9.                                   | Into the Waves                       | 6:31                                 |                                      |                                      |                                      |                                      |                                      |                                      |                                      |
| 52:07                                |                                      |                                      |                                      |                                      |                                      |                                      |                                      |                                      |                                      |

## Personnes ayant travaillé sur l'album
Alcest
- Neige – chanteur et choriste, guitares, basse, claviers.
- Winterhalter – Batterie

Musiciens supplémentaires
- Amiina – Cordes
- Hildur Ársælsdóttir – Violon
- Neil Halstead  – Chant
- Billie Lindahl – Chœur, chant
- Edda Rún Ólafsdóttir – Alto
- Maria Huld Markan Sigfúsdóttir – Violon
- Sólrún Sumarliðadóttir – Violoncelle

Autres personnes
- Birgir Jón Birgisson – Arrangements, ingénierie son, mixage, production
- Elisabeth Carlsson – Assistante
- Andy Julia – Image
- William Lacalmontie – Photographie du groupe
- Joe LaPorta – Mastering
- Metastazis – Layout
- MK – Production
- Antoine Nouel – Assistant
- Valnoir – Layout